# Glasgow Warriors
Ne doit pas être confondu avec Glasgow Warriors (féminines).
Maillots
Actualités
Dernière mise à jour : 22 septembre 2024.
Les Glasgow Warriors sont une sélection provinciale écossaise de rugby à XV fondé en 1872 participant au United Rugby Championship et à la  Champions Cup/Challenge Cup.
Les Warriors sont les plus titrés et les seuls parmi les clubs professionnels écossais avec une victoire en Pro12 en 2015. Établis dans le stade Scotstoun Stadium, les Warriors jouent avec un maillot domicile noir et bleu, un short noir et des chaussettes noires. Leur maillot extérieur est blanc avec un short et chaussettes bleu ciel.
Le club est historiquement le meilleur club écossais participant régulièrement à la Coupe d'Europe.

## Historique
L'équipe est créée en 1872 en tant que club de district, jouant le premier match inter-district de l'histoire contre celui d'Édimbourg.
En 1995, la fédération écossaise de rugby, la SRU, décide de lancer quatre franchises regroupant les meilleurs joueurs locaux afin de participer à la Coupe d'Europe, en raison de la faiblesse des clubs écossais. Le club amateur de Glasgow est restructuré, une franchise est alors établie à Glasgow sous le nom de Glasgow Rugby, qui participe pour la première fois à la Coupe d'Europe en 1997. Mais les dettes de la fédération contraignent celle-ci à regrouper les quatre équipes au sein de deux entités : Edinburgh Rugby et Glasgow, qui fusionne alors avec les Caledonia Reds, basés dans le nord-est à Perth et Aberdeen sous le nom de Glasgow Caledonian. L'équipe devient Glasgow Rugby en 2001 puis Glasgow Warriors en 2005.
Le meilleur résultat européen des Glasgow Warriors est un barrage de qualification pour les quarts de finale en 1997-1998 qu'ils perdent 19-90 contre les Leicester Tigers. En Ligue Celtique, Glasgow se distingue par des apparitions en demi-finales des phases finales de la saison 2009-2010, 2011-2012 et 2012-2013 où, classés entre la 3e et la 4e place, les Warriors subissent des revers à l'extérieur, contre les Ospreys (20-5) puis de courtes défaites contre le Leinster (19-15, 17-15). C'est au terme de la saison 2013-2014 que les Warriors parviennent à dépasser le stade des demi-finales : classés deuxièmes de la saison régulière, l'équipe cumule 18 victoires pour 4 défaites. Ce classement leur permet de recevoir le Munster en demi-finales et Glasgow l'emporte de justesse (16-15) pour rejoindre la première finale de son histoire dans le championnat domestique. Pour la troisième année de suite, ils s'inclinent face au Leinster à la RDS Arena (34-12).
C'est au terme de la saison 2014-2015 du Pro12 que les Warriors décrochent leur premier titre. Ils remportent une saison régulière particulièrement serrée, les trois premières équipes se tenant en deux points, grâce à une victoire de plus que leurs adversaires en finale. Ils finissent invaincus à domicile, comme l'Ulster ou les Ospreys, mais sont les seuls à ne pas concéder de match nul dans leur stade. Grâce à leur classement, ils gagnent le droit de disputer une demi-finale à domicile et reçoivent donc l'Ulster en demi-finales, dont ils disposent difficilement grâce à un essai de Van der Merwe dans les cinq dernières minutes (16-14). La finale se déroule pour la première fois sur terrain neutre, au Kingspan Stadium de Belfast. Les Warriors y dominent largement le Munster par 31 à 13 (essais de Rob Harley, DTH van der Merwe, Henry Pyrgos et Finn Russell). C'est à la fois le premier titre pour Glasgow et pour une équipe écossaise dans le championnat.

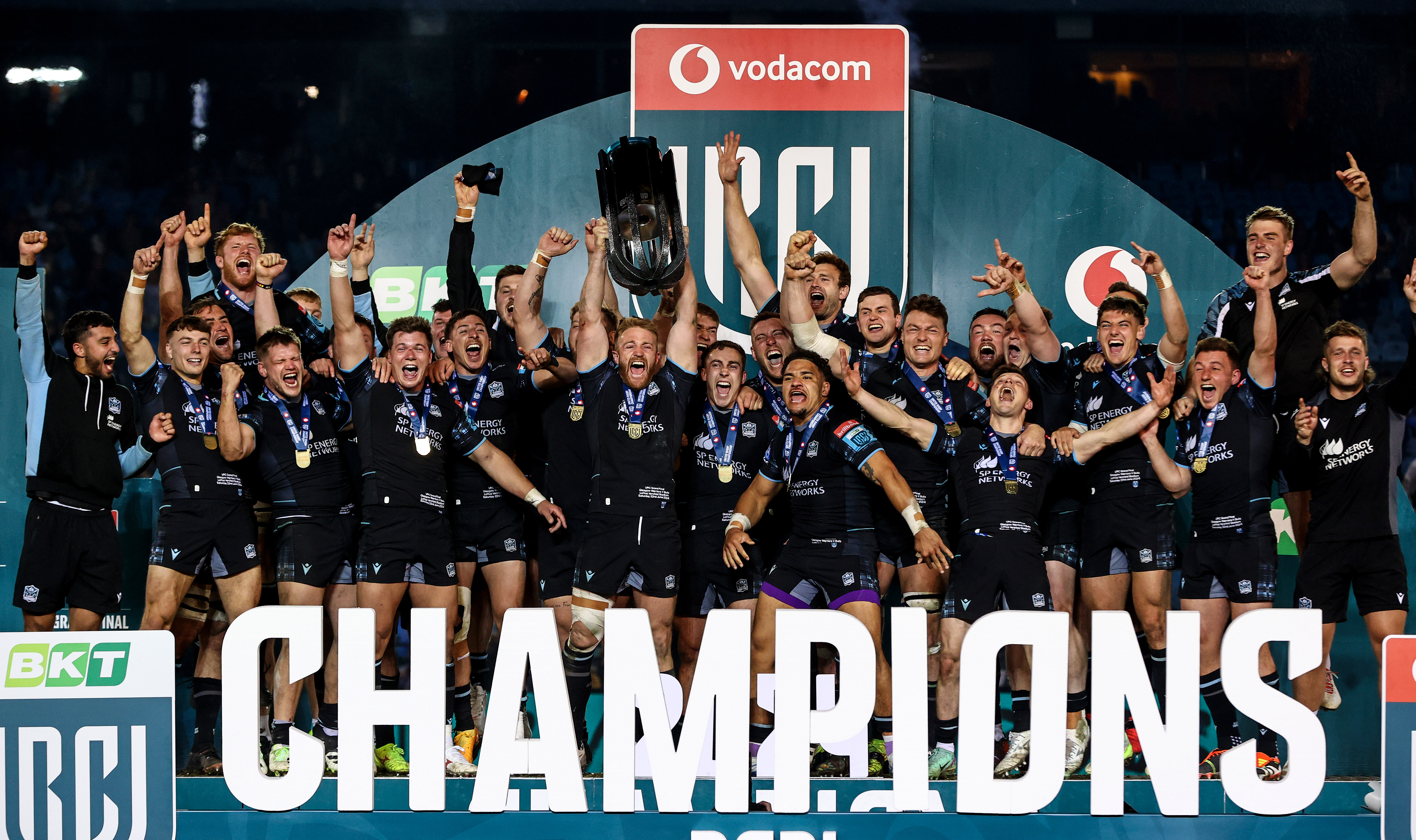
Les joueurs des Glasgow Warriors célèbrent leur victoire en finale de la compétition.

Lors de la saison 2023-2024 du United Rugby Championship, les Glasgow Warriors remporte la compétition pour la deuxième fois de leur histoire, après 2015 quand la compétition s'appelait alors Pro12, en s'imposant en finale, à l'extérieur au Loftus Versfeld Stadium, contre les Bulls sur le score de 21 à 16,.

## Identité visuelle

### Couleurs et maillots
Les couleurs de la franchise des Warriors sont le bleu ciel, le noir et le blanc.

### Logo
En amont de la saison 2019-2020, le club des Glasgow Warriors dévoile le 4 juin un nouveau logo : il mêle le personnage des Warriors, présent depuis la création de la franchise, au bouclier rappelant l'emblème du club de district de Glasgow,.

Évolution du logo
Logo du Logo Glasgow District Rugby Union.
Logo des Glasgow Caledonians.
Logo du Glasgow Rugby.
Logo de 2005 à 2019.
Logo depuis 2019.

## Palmarès
Le tableau suivant récapitule les performances de Glasgow dans les diverses compétitions nationales et européennes.
| Compétitions nationales | Compétitions européennes                                                                  | Tournois amicaux                                 |
| --- | ----------------------------------------------------------------------------------------- | ------------------------------------------------ |
| Pro12 / Pro14 / United Rugby Championship - Vainqueur (2) : 2015, 2024 - Finaliste (2) : 2014, 2019 Championnat inter-district écossais - Champion (10) : 1956, 1965, 1968, 1973, 1974, 1975, 1976, 1978, 1990, 2000 | Coupe d'Europe - Quart de finaliste (2) : 2017, 2019 Challenge Cup - Finaliste (1) : 2023 | Challenge Armand Vaquerin - Vainqueur (1) : 2008 |

## Personnalités du club

### Effectif 2025-2026
Le tableau suivant récapitule l'effectif professionnel de la franchise de Glasgow pour la saison 2025-2026.
| Nom                      | Naissance         | Nationalité sportive | Sélections (points) | Dernier club       | Arrivée au club |
| Talonneurs               | Talonneurs        | Talonneurs           | Talonneurs          | Talonneurs         | Talonneurs      |
| ------------------------ | ----------------- | -------------------- | ------------------- | ------------------ | --------------- |
| Angus Fraser             | 9 décembre 1999   | Écosse               | -                   | Formé au club      | 2020            |
| Gregor Hiddleston        | 26 février 2002   | Écosse               | -                   | Formé au club      | 2024            |
| Johnny Matthews          | 5 juillet 1993    | Écosse               | 2 (5)               | Édimbourg Rugby    | 2019            |
| Seb Stephen              | 29 août 2005      | Écosse               | -                   | Formé au club      | 2025            |
| Grant Stewart            | 28 février 1995   | Écosse               | 3 (0)               | Connacht           | 2024            |
| Ottavio Tuipulotu        | 7 mars 2004       | Australie            | -                   | Waratahs           | 2025            |
| Piliers                  |                   |                      |                     |                    |                 |
| Jamie Bhatti             | 8 septembre 1993  | Écosse               | 36 (5)              | Bath Rugby         | 2021            |
| Zander Fagerson          | 19 janvier 1996   | Écosse               | 75 (15)             | Formé au club      | 2014            |
| Nathan McBeth            | 8 juin 1998       | Écosse               | 3 (0)               | Lions              | 2021            |
| Fin Richardson           | 16 septembre 1998 | Écosse               | 1 (0)               | Exeter Chiefs      | 2024            |
| Patrick Schickerling     | 16 octobre 1998   | Namibie              | -                   | Exeter Chiefs      | 2024            |
| Rory Sutherland          | 24 août 1992      | Écosse               | 43 (0)              | Oyonnax Rugby      | 2024            |
| Sam Talakai              | 4 septembre 1991  | Australie            | 1 (0)               | Melbourne Rebels   | 2024            |
| Murphy Walker            | 25 octobre 1999   | Écosse               | 5 (0)               | Formé au club      | 2018            |
| Deuxièmes lignes         |                   |                      |                     |                    |                 |
| Alex Craig               | 26 avril 1997     | Écosse               | 6 (0)               | Scarlets           | 2025            |
| Scott Cummings           | 3 décembre 1996   | Écosse               | 42 (10)             | Formé au club      | 2014            |
| Olujare Oguntibeju       | 14 mai 2002       | Écosse               | -                   | Formé au club      | 2024            |
| Alex Samuel              | 27 décembre 2002  | Écosse               | 1 (0)               | Formé au club      | 2022            |
| Max Williamson           | 5 août 2002       | Écosse               | 7 (0)               | Formé au club      | 2023            |
| Troisièmes lignes aile   |                   |                      |                     |                    |                 |
| Gregor Brown             | 1er juillet 2001  | Écosse               | 10 (0)              | Formé au club      | 2023            |
| Rory Darge               | 23 février 2000   | Écosse               | 32 (30)             | Édimbourg Rugby    | 2021            |
| Macenzzie Duncan         | 25 février 2003   | Écosse               | -                   | Stirling Wolves    | 2024            |
| Matt Fagerson            | 16 juillet 1998   | Écosse               | 57 (20)             | Formé au club      | 2016            |
| Euan Ferrie              | 23 juillet 2001   | Écosse               | -                   | Formé au club      | 2022            |
| Ally Miller              | 10 mai 1996       | Écosse               | -                   | Édimbourg Rugby    | 2021            |
| Troisièmes lignes centre |                   |                      |                     |                    |                 |
| Jack Dempsey             | 12 avril 1994     | Écosse               | 26 (5)              | Waratahs           | 2021            |
| Sione Vailanu            | 27 janvier 1995   | Tonga                | 15 (25)             | Worcester Warriors | 2022            |
| Demis de mêlée           |                   |                      |                     |                    |                 |
| Ben Afshar               | 2 avril 2003      | Écosse               | -                   | Formé au club      | 2023            |
| Jamie Dobie              | 17 juin 2001      | Écosse               | 14 (20)             | Formé au club      | 2019            |
| George Horne             | 12 mai 1995       | Écosse               | 37 (44)             | Formé au club      | 2016            |
| Demis d'ouverture        |                   |                      |                     |                    |                 |
| Adam Hastings            | 5 octobre 1996    | Écosse               | 33 (152)            | Gloucester Rugby   | 2024            |
| Dan Lancaster            | 23 mai 2001       | Angleterre           | -                   | Racing 92          | 2025            |
| Charlie Savala           | 21 avril 2000     | Australie            | -                   | Northampton Saints | 2025            |
| Duncan Weir              | 10 mai 1991       | Écosse               | 30 (80)             | Worcester Warriors | 2021            |
| Centres                  |                   |                      |                     |                    |                 |
| Huw Jones                | 17 décembre 1993  | Écosse               | 58 (115)            | Harlequins         | 2022            |
| Stafford McDowall        | 24 février 1998   | Écosse               | 14 (10)             | Formé au club      | 2017            |
| Duncan Munn              | 28 mai 2003       | Écosse               | -                   | Formé au club      | 2024            |
| Sione Tuipulotu          | 12 février 1997   | Écosse               | 30 (15)             | Shizuoka Blue Revs | 2021            |
| Ailiers                  |                   |                      |                     |                    |                 |
| Kerr Johnston            | 12 novembre 2004  | Écosse               | -                   | Formé au club      | 2025            |
| Kyle Rowe                | 8 février 1998    | Écosse               | 14 (25)             | London Irish       | 2023            |
| Kyle Steyn               | 29 janvier 1994   | Écosse               | 24 (65)             | Griquas            | 2019            |
| Arrières                 |                   |                      |                     |                    |                 |
| Josh McKay               | 10 octobre 1997   | Nouvelle-Zélande     | -                   | Crusaders          | 2021            |
| Ollie Smith              | 7 août 2000       | Écosse               | 10 (10)             | Formé au club      | 2021            |

### Entraîneurs successifs
| Période           | Entraîneur en chef | Adjoint(s)                                                   | Titre(s)   |
| 1996 – 11/1997    | Kevin Greene       | Gordon Macpherson                                            |            |
| 11/1997 – 01/1999 | Keith Robertson    | Gordon Macpherson                                            |            |
| 01/1999 – 06/2002 | Richie Dixon       | Gordon Macpherson Rob Moffat                                 |            |
| 06/2002 – 04/2003 | Kiwi Searancke     | Gordon Macpherson Steve Anderson                             |            |
| 04/2003 – 06/2005 | Hugh Campbell      | Sean Lineen Shade Munro                                      |            |
| 06/2005 – 03/2006 | Hugh Campbell      | Sean Lineen Shade Munro Gary Mercer                          |            |
| 03/2006 – 06/2012 | Sean Lineen        | Shade Munro Gary Mercer                                      |            |
| 2012 - 2013       | Gregor Townsend    | Shade Munro Matt Taylor                                      |            |
| 2013 - 2015       | Gregor Townsend    | Shade Munro Matt Taylor Kenny Murray                         | Pro12 2015 |
| 2015 - 2016       | Gregor Townsend    | Matt Taylor Kenny Murray Dan McFarland                       |            |
| 2016 - 2017       | Gregor Townsend    | Matt Taylor Kenny Murray Dan McFarland Mike Blair            |            |
| 2017 - 2019       | Dave Rennie        | Jason O'Halloran Kenny Murray Jonathan Humphreys Mike Blair  |            |
| 2019 - 2020       | Dave Rennie        | Jason O'Halloran Kenny Murray John Dalziel Petrus du Plessis |            |
| 2020 - 2022       | Danny Wilson       | Kenny Murray Jonathan Bell Kelly Brown                       |            |
| 2022 -            | Franco Smith       | Nigel Carolan Alasdair Dickinson Peter Horne Peter Murchie   |            |